# دهولکا
دهولکا (به انگلیسی: Dholka) یک منطقهٔ مسکونی در هند است که در Dholka Taluka واقع شده‌است. دهولکا ۵۳٬۷۹۲ نفر جمعیت دارد و ۱۷ متر بالاتر از سطح دریا واقع شده‌است.